# Abraham

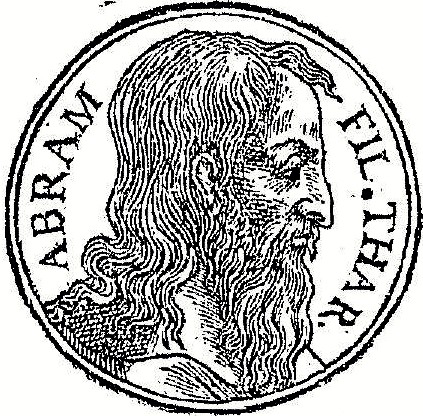
Abraham volgens de Promptuarii Iconum Insigniorum

Abraham (Hebreeuws: אַבְרָהָם, Avrāhām of אֲבִירָם, Aviram, mogelijk "De/mijn vader is subliem", volgens de volksetymologie: "Vader van velen/vele volken"), eerder Abram geheten (Hebreeuws: אַבְרָם, avrām), is volgens de Hebreeuwse Bijbel de aartsvader van de Israëlieten en Arabieren.
Sara was zijn halfzus en echtgenote, Hagar  was zijn bijvrouw. In Genesis 25 wordt Ketura als zijn tweede vrouw genoemd. Haran en Nachor waren zijn broers.

## In de Hebreeuwse Bijbel
In vertellingen in het Bijbelboek Genesis 11-15 wordt Abraham beschreven als een rondtrekkende nomade (boer en veehouder). Zijn vader Terach trok weg uit het Chaldeeuwse Ur om in Kanaän te gaan wonen, samen met zijn zoon Abram en diens vrouw en halfzus Saraï en neef Lot. "Maar toen ze in Haran waren gekomen, bleven ze daar wonen" (Genesis 11:31). In Jozua 24:2-3 staat dat Abraham in de tijd dat hij nog "ten oosten van de Eufraat" woonde "andere goden" diende.

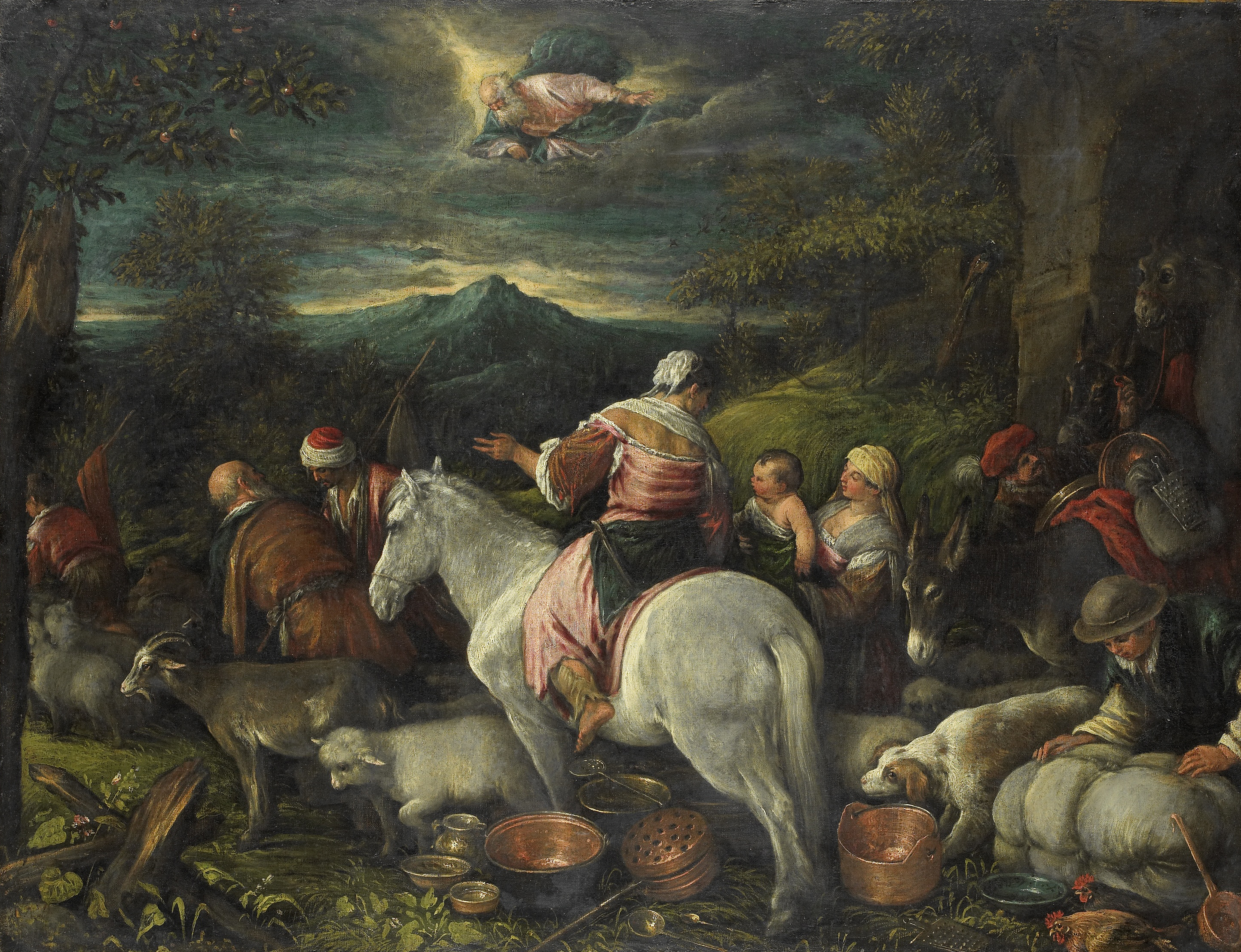
Abraham vertrekt uit Haran (Francesco Bassano)

### Van Abram naar Abraham
Terach stierf in Haran. Hierna kreeg Abram van God de opdracht weg te trekken naar een land dat Hij hem zou wijzen. God zou Abram zegenen en hem tot een groot volk maken. Abram verliet Haran met al zijn huisgenoten en alles wat hij had en trok naar het land Kanaän. Overal waar hij zijn tent opsloeg bouwde hij een altaar voor de Heer (Genesis 12:1-10). Abram en Lot besloten uit elkaar te gaan, omdat er te weinig land was voor hun vee. Lot ging naar de Jordaanstreek van Sodom en Gomorra in het oosten en Abram ging in de buurt van Hebron wonen. Na vele omzwervingen door Kanaän en Egypte (bij de farao) en zijn ontmoeting met Melchisedek (Genesis 12-15) was Abram intussen oud geworden en had geen erfopvolger. "Daarom leidde [de Heer] Abram naar buiten. 'Kijk eens naar de hemel,' zei Hij, 'en tel de sterren, als je dat kunt.' En Hij verzekerde hem: 'Zo zal het ook zijn met jouw nakomelingen'" (Genesis 15:3-5). Aangezien Saraï (later Sara) kinderloos bleef, verwekte Abram (86 jaar oud) een zoon bij Hagar, haar slavin/zijn bijvrouw en noemde hem Ismaël ("God zal horen" - Genesis 16:1), Toen Abram 99 jaar oud was verscheen de Heer aan hem. Als God sloot Hij een verbond met Abram, die daarbij de naam Abraham kreeg, want God zei: "Ik maak je de vader van vele volken". Abraham moest Saraï voortaan Sara noemen en haar zou een zoon gegeven worden: "Ik zal haar zo rijk zegenen dat er volken uit haar zullen voortkomen en koningen van haar zullen afstammen" (Genesis 17:1-16).
Na allerlei gebeurtenissen, zoals de verwoesting van Sodom en Gomorra (Genesis 19) en een reis naar het zuiden bij Abimelech, de koning van Gerar (Genesis 20), baarde Sara een zoon, Isaak. Sara was toen 90 en Abraham 100 jaar oud (Genesis 21).

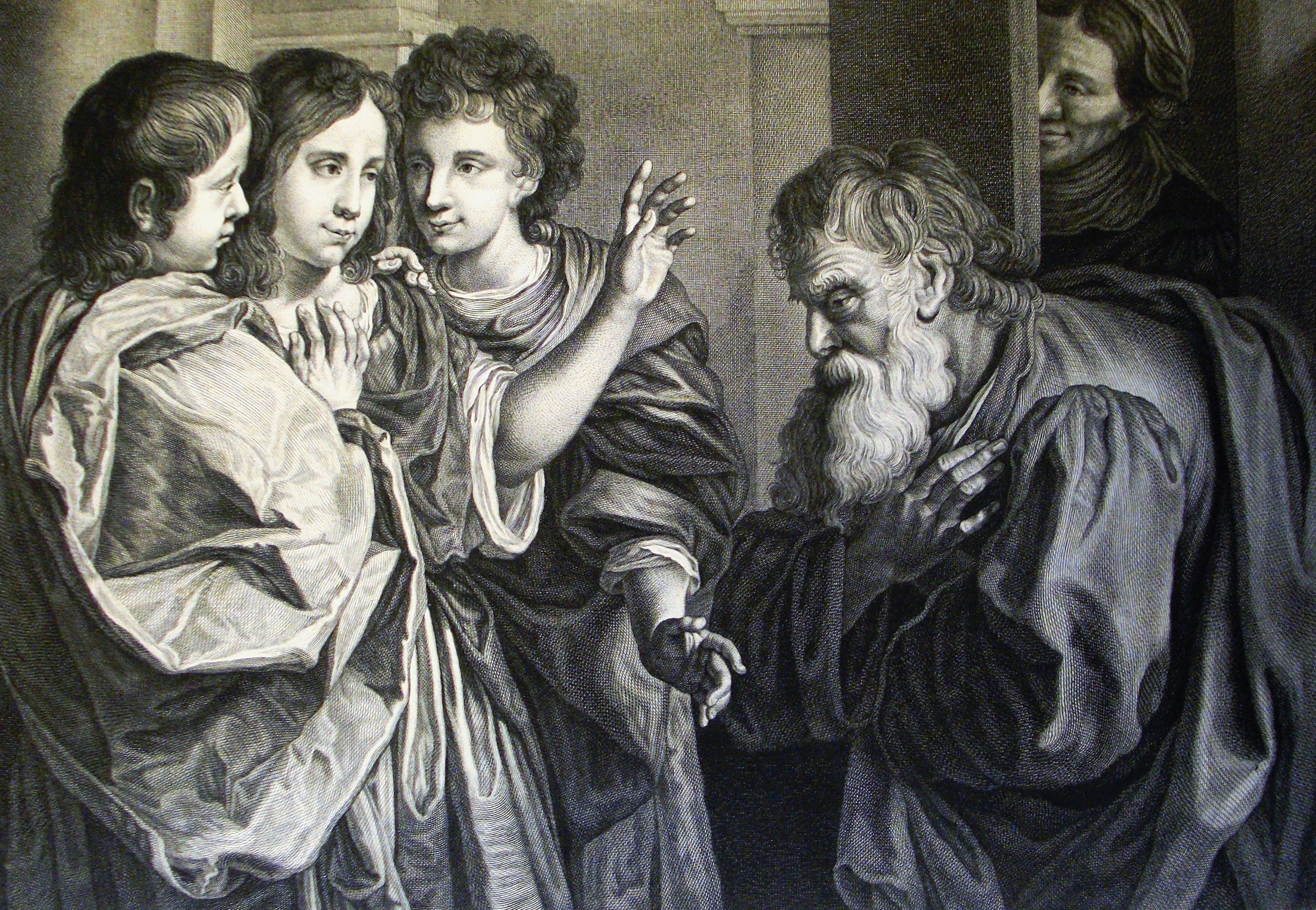
Engelen bezoeken Abraham (Genesis 18)

### Beschouwingen
In Genesis 15:6 worden Gods woorden over erfelijkheid aan Abram bevestigd met tegenwoordig archaïsch ogende rituelen en hierop volgde de zin: "Abram vertrouwde op de Heer en deze rekende hem dit toe als een rechtvaardige daad." Dit vers zou in het Nieuwe Testament een uiterst belangrijke rol spelen in de interpretatie over rechtvaardiging door geloof of door besnijdenis, vooral bij Paulus.
Het verbond met Abraham, dat in Genesis 17 door de herhaling van de beloftes en door de besnijdenis als verbondskenmerk werd bevestigd, werd in de latere geschiedenis van de Israëlieten en in de volledige Bijbelse en buitenbijbelse argumentatie een beslissende factor. Reeds bij Isaak (Genesis 26:3) en aan het eind van het boek Genesis (50:24) werd het verbond als een eed aangemerkt. Uitdrukkelijke goddelijke inmenging werd ondersteund door het hernoemen van Abram tot Abraham (Genesis 17:5), waarnaar terugverwezen werd in 1 Kronieken 1:27 en Nehemia 9:7. Dit hernoemen toonde enerzijds de volledige soevereiniteit van God en Zijn macht over de geschiedenis aan, anderzijds ook Zijn bijzondere verantwoordelijkheid voor de op die manier uitgekozen en gekenmerkte mensen. Het kenmerk van het verbond was de besnijdenis (vergelijk Genesis 17:10-14).
In de verhalen over Abraham werd ook geanticipeerd op de verschillende manieren waarop God een mens kon benaderen: Abraham kon in direct contact met God treden (bijvoorbeeld Genesis 18:22-33) – zoals later Mozes (vergelijk Deuteronomium 34:10). God verscheen aan Abraham in een droom (Genesis 15:12-21), in een visioen (Genesis 15:1) in mensengestalte met begeleiding (de "drie mannen" bij de eiken van Mamre - Genesis 18:1-22) en door bemiddelende goddelijke boodschappers (Genesis 22:11,15). Abraham had ook profetische gaven en werd in Genesis 20:7 een profeet genoemd.

### Nakomelingen
De vertellingen over Ismaël in de Hebreeuwse Bijbel laten aan de ene kant zien dat hij een echte zoon van Abram is, die als zodanig gezegend werd en beloftes ontving van talrijke nakomelingen (Genesis 16:10; 21:13,18; 25:12-18). (Arabische) moslims geloven dat zij afstammen van Ismaël – waardoor joden, christenen en moslims allen terug te voeren zijn op Abraham als de oervader van alle gelovigen. Aan de andere kant maken de verhalen duidelijk dat de lijn die beloofd was, verliep via Isaak, de zoon van Sara (Genesis 21:1-8). Ismaël en de andere zonen van Abraham (bij zijn tweede bijvrouw Ketura) namelijk Zimran, Joksjan, Medan, Midjan, Jishbak en Suach (Genesis 25:1-6) speelden geen rol in de erfopvolging – focuspunt van het Bijbelse perspectief. 

### Het bijna-offer van Isaak

Abrahams offer (Laurent de La Hire)

Een centraal verhaal in het leven van Abraham is wat in de joodse traditie bekend staat als de "binding van Isaak" – op het brandofferaltaar. In dit verhaal moest Abraham als test van zijn geloof zijn zoon Isaak aan God offeren. Toen hij op het punt stond om dit te doen, weerhield een engel hem ervan en stond er een ram gereed om de plaats van het mensenoffer in te nemen.
Al aan het begin van het verhaal werd duidelijk gemaakt dat het om een gedachte-experiment ging: "Enige tijd later stelde God Abraham op de proef" (Genesis 22:1-2) is de leessleutel voor de hele tekst. Vanaf het begin stonden met Isaak de gezamenlijke beloftes aan Abraham en het latere volk van Israël op het spel. De volmaakte oplossing werd gedemonstreerd: enerzijds gaf Abraham zich zonder voorbehoud of twijfel over aan Gods wil – wat hem als een grote geloofsdaad werd aangerekend (Genesis 15:6). Anderzijds redde God Isaak van de dood door een door Hem gezonden engel – wat een oerbeeld van bedreiging en redding van het volk van Israël werd. Wat later de Israëlieten ervoeren in de vorm van de uittocht uit Egypte, als bevrijding van een land van slavernij, en later ook in de bescherming die het volk kreeg tijdens de omzwervingen in de woestijn, werd in Genesis 22:1-19 als een raadselachtige, aanstootgevende en diepgravende oerbeeld-vertelling geschilderd.
Abraham zelf werd in het verhaal als "de ideale Israëliet" beschreven (Genesis 22:15-18), waarvan werd gezegd "jij hebt naar mij [God] geluisterd", een uitdrukking die bij de oproepen om naar Gods wetten te leven in het boek Deuteronomium veelvuldig voorkomt (bijvoorbeeld in Deuteronomium 26:17). Abraham had zich aan de voorschriften, geboden, regels en wetten van God gehouden (begrippen die op andere plaatsen voor de openbaring van Gods wet op de Sinaï staan of voor de Thora in zijn geheel - Genesis 26:5). Genesis 18:19, een uitspraak van God tegen zichzelf bij de ontmoeting met Abraham bij de eiken van Mamre, laat zien dat Abraham juist daarom werd uitverkoren om zijn zonen en verdere nakomelingen op te dragen de weg van JHWH te houden en gerechtigheid en recht te doen. Abraham hield zich daarbij aan de Thora als weg van JHWH zelfs voordat deze door God aan Mozes werd geopenbaard. Iedere keer werd bij deze vermeldingen van Abraham de zegen genoemd die alle mensen (volken) door Abraham zouden ontvangen.

### Dood
Sara stierf op 127-jarige leeftijd in Hebron, in Kanaän.
Abraham overleed toen hij 175 jaar oud was. Hij werd begraven door zijn zonen Isaak en Ismaël, volgens de overlevering zou dat de huidige Grot van de Aartsvader in Hebron zijn.

## Abraham in het Nieuwe Testament
In het Nieuwe Testament wordt Abraham ten voorbeeld gehouden vanwege zijn rotsvaste geloof in God, waardoor God hem als rechtvaardig aanmerkte. Dit wordt binnen het christendom als voorloper beschouwd van de christen die door God als rechtvaardig wordt beschouwd dankzij zijn geloof in het offer van Jezus Christus. In die zin worden alle ware christenen hierdoor geestelijke nakomelingen van Abraham, terwijl de Israëlieten en Arabieren zijn lijfelijke nakomelingen zouden zijn.
Samengevat zegt het Nieuwe Testament over Abraham:
- Abraham was de stamvader van de Israëlieten (Matteüs 3; Lucas 3; Handelingen 13 Romeinen 4; 2 Korintiërs 11, Hebreeën 6), dus ook een voorvader van Jezus (Matteüs 1, Lucas 3).
- Abraham werd door God geëerd (Hebreeën 7).
- Door zijn geloof is Abraham nu in het Koninkrijk bij Christus (Matteüs 8; Lucas 12 en 16).
- God is Abrahams God; daarom leeft Abraham bij God (Matteüs 22; Marcus 12; Lucas 20; Handelingen 7).
- Abraham ontving van God grote beloftes (Lucas 1; Handelingen 3 & 7; Galaten 3, Hebreeën 6).
- Abraham volgde God (Handelingen 7; Hebreeën 11).
- God zegende Abraham om zijn geloof (Romeinen 4; Galaten 3; Hebreeën 11, Jakobus 2).
- Abraham is de stamvader van ieder die in geloof tot God komt (Romeinen 9; Galaten 3).

In de rede van Stefanus over Abrahams roeping zit een tegenspraak met het verhaal in Genesis. In plaats van het initiatief van Terach om weg te trekken uit Ur (Genesis 11:31) met de roeping van Abraham in het "tussenstation" Charan (Genesis 12:1-9), was de volgorde volgens Stefanus dat Abraham werd geroepen toen hij "nog in Mesopotamië woonde, voordat hij zich in Charan vestigde" (Handelingen 7:2-4).

## Historiciteit
De vertellingen over Abraham spelen zich volgens de Bijbelse chronologie af in het tweede millennium v.Chr., zo rond de 19e en 18e eeuw v.Chr. Uit onderzoek van de Pentateuch, dat onder andere heeft geleid tot de documentaire hypothese, is gebleken dat de overleveringen over Abraham pas in een veel latere tijd zijn ontstaan of opgeschreven. Daarom is het op grond van de beschikbare bronnen niet mogelijk uitspraken te doen over een eventueel historische Abraham. Archeologische vondsten in Mari en Nuzi werpen licht op de levenswijze, ethiek, rechtsgebruiken en religieuze voorstellingen uit de tijd die de Hebreeuwse Bijbel beschrijft, maar geven geen bewijs voor een tastbaar bestaan of niet-bestaan van Abraham. De levenswijze die de Bijbel beschrijft, komt soms overeen met de beschrijvingen buiten de Bijbel van de zogenoemde randnomaden, niet nader omschreven groepen, die op zoek naar weidegronden soms in contact kwamen met bepaalde stadsbewoners of zichzelf permanent vestigden. In zoverre geven buitenbijbelse bronnen een wereldbeeld dat zich in grote lijnen verhoudt tot het beeld dat de schrijver(s) van de Abrahamvertellingen voor ogen stond. Maar de weergave is op onderdelen niet correct. Als bijvoorbeeld wordt getracht de rijkdom van de aartsvaders te illustreren door het bezit van kamelen, is dit een projectie uit een latere tijd. De kameel werd namelijk pas tegen het einde van het tweede millennium v.Chr. getemd en werd in het oude Oosten pas ver na 1000 v.Chr. als lastdier in gebruik genomen.
Hoewel in de jaren 1960 en 1970 een soort optimisme ontstond om Abraham historisch te reconstrueren, werd dat al snel weer opgegeven. Ook de poging een nomadische "Vaderreligie" te reconstrueren, werd bestreden, klopt niet met het late, compositorische karakter van de beloftetoespraken en overtuigt niet met de bewering dat de vermeende Vaderreligie uit een oude tijd en algemeen geldende familievroomheid, die geen specifieke datering toestaan, zou voortspruiten.
Literair-historisch is de ontstaansgeschiedenis van de Bijbelse tekst over Abraham omstreden. Definitieve uitspraken zijn daarom niet mogelijk. Ook al zijn ze niet tot in detail te reconstrueren, als er al mondelinge overleveringen over Abraham werden overgeleverd uit "oude" tijden, dat wil zeggen uit de tijd voor de Babylonische ballingschap (6e eeuw v.Chr.), dan zijn ze pas in de tijd van de identiteitscrisis die door deze ballingschap ontstond ontwikkeld tot een concept van Israëls afstamming van Abraham. Het gevaar van het voortbestaan van het eigen volk en het verlies van het eigen land, leidden tot de centrale plaats in de tekst voor beloftes over talrijke nakomelingen en de toekomstige zekerheid van een eigen land. In de tijd na de ballingschap (6e en 5e eeuw v.Chr.) staat de identiteit van de Joodse identiteit nog verder op de voorgrond. Deze leidde tot pogingen om de eigen genealogie zuiver te houden door het verbieden van huwelijken met buitenlanders – een thema dat in de verhalen over de aartsvaders veelvuldig wordt beklemtoond: Abrahams vrouw Sarai stamde ook van Terach af en was zijn halfzuster; Isaaks en Jakobs vrouwen waren nakomelingen van Abrahams broer Nahor. Aan de andere kant moest voor de Joodse diaspora een geloofssysteem ontwikkeld worden dat onafhankelijk was van cultische instituties als een tempel of offers. De als vreemdeling rondreizende, maar steeds door God gezegende Abraham werd het voorbeeld voor gehoorzame gelovigen: Jood zijn betekende de wil van God te doen. Genesis 22:1-19 werd de belangrijkste tekst: Abraham luisterde naar Gods Wet, nog voordat deze op de Sinaï werd onthuld en werd daarmee een voorbeeld van gehoorzaamheid aan de Thora. Het doel was niet de historische figuur Abraham tastbaar te maken, maar de rondom dit voorbeeldpersoon ontwikkelde concepten van geloof, gehoorzaamheid, belofte en hoop van generatie op generatie opnieuw te benadrukken.
De bewijzen van de verbinding van Abraham aan de andere patriarchen Isaak en Jakob buiten Genesis 12-50 zijn zeker uit de periode na de Babylonische ballingschap. Daarom is het ook waarschijnlijk dat de genealogische verknoping van Abraham, Isaak en Jakob in het boek Genesis in de tijd van de literaire wording van Genesis dan wel de Pentateuch kan worden gedateerd op de Perzische periode.
Twee onderzoekers, L. Thomson (North-Carolina, 1974) en John van Seters (University College, Toronto, 1975), kwamen onafhankelijk van elkaar tot de wetenschappelijke bevinding dat, op basis van hun studie van de socioculturele en juridische achtergrond die de verhalen over de aartsvaders kenmerkt, deze op één lijn zouden te stellen zijn met de vroege documenten van het 1e millennium v.Chr. Zij wijzen op aanzienlijke inconsequenties die in de Bijbel voorkomen en keren zich tegen 'fundamentalisten' die stellen dat Bijbelse verhalen zouden kunnen dienen om de geschiedenis van het Midden-Oosten te reconstrueren op een manier zoals men dat met de archieven van Mari of gelijkwaardige archeologische bronnen pleegt te doen, die dateren uit deze vroege millennia zelf. Het Oude Testament zou volgens sommigen pas in de 10e eeuw v.Chr. op schrift zijn gesteld; anderen houden het op de 6e eeuw v.Chr..

## Uitdrukkingen met Abraham
De naam komt voor in verschillende Nederlandse uitdrukkingen, bijvoorbeeld:
- "Hij weet waar Abraham de mosterd haalt": hij weet hoe de zaken in elkaar steken. Het is een verbastering van mutsaard (takkenbos, brandhout)
- "Hij heeft Abraham gezien": hij is vijftig jaar oud geworden. Deze uitdrukking is afgeleid van Johannes 8:57

## Boeken
- Testament van Abraham, een joodse pseudepigrafische tekst die wordt gerekend tot de apocalyptische literatuur
- Openbaring van Abraham, een  pseudepigrafische tekst in het jodendom, behorend tot de apocalyptische literatuur. Het bestaat uit twee delen.
- Suhuf Ibrahim (Boekenrollen van Abraham), voor moslims een heilige boek dat als verloren wordt beschouwd.